# شهرستان پینگچانگ
شهرستان پینگچانگ (به لاتین: Pingchang County) یک منطقهٔ مسکونی در چین است که در باژانگ واقع شده‌است.